# Saint-Martin-Château
Saint-Martin-Château är en kommun i departementet Creuse i regionen Nouvelle-Aquitaine i de centrala delarna av Frankrike. Kommunen ligger i kantonen Royère-de-Vassivière som tillhör arrondissementet Aubusson. År 2022 hade Saint-Martin-Château 152 invånare.

## Befolkningsutveckling
Antalet invånare i kommunen Saint-Martin-Château
Referens:INSEE